# Simone Panteleit

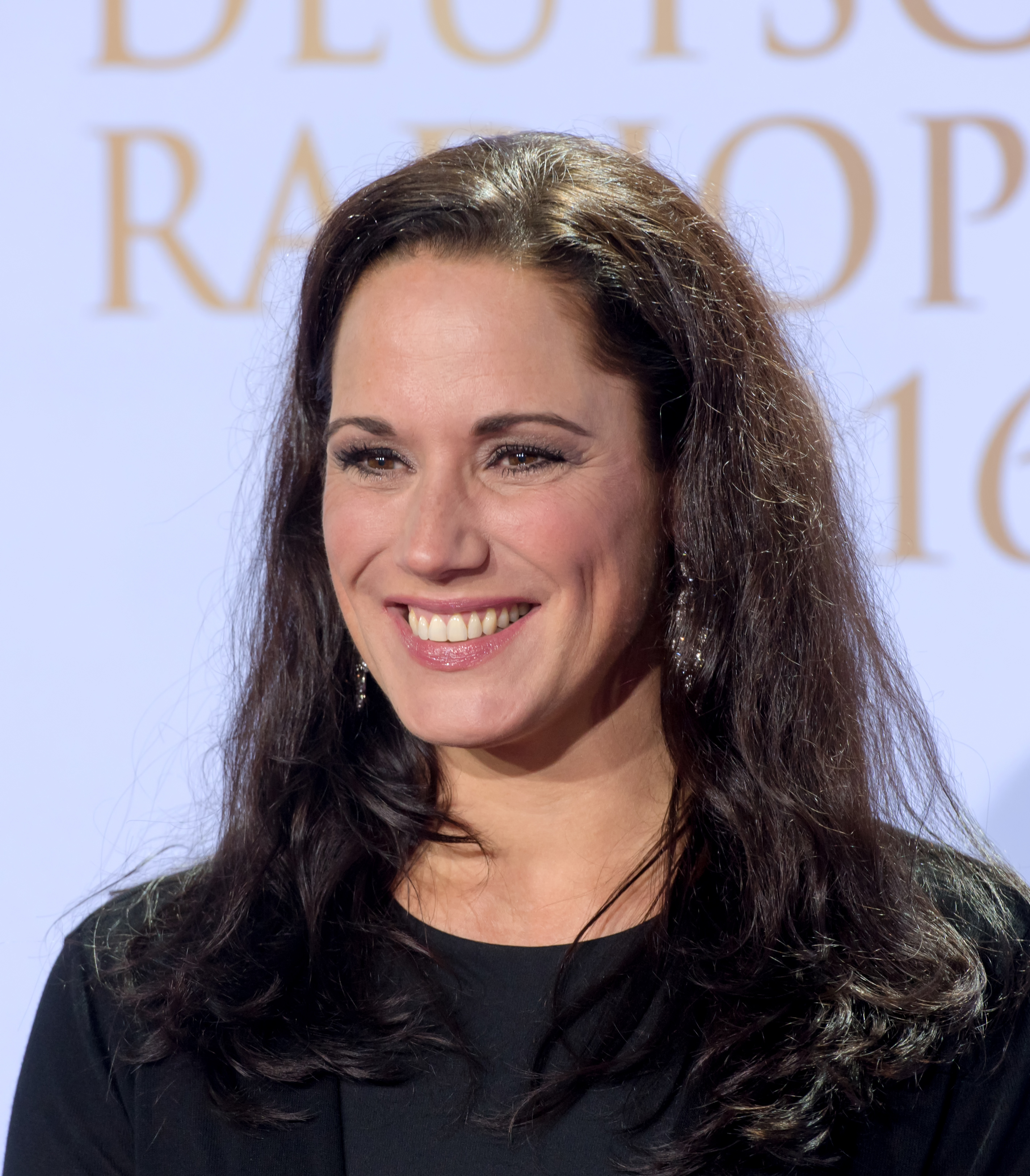
Simone Panteleit beim Deutschen Radiopreis in Hamburg (2016)

Simone Panteleit (* 29. Februar 1976 in Frankfurt am Main) ist eine deutsche Radio- und Fernsehmoderatorin, Autorin, Redakteurin und Sprecherin.

## Leben und Karriere
Simone Panteleit wuchs in Frankfurt am Main mit zwei Schwestern auf. 1995 bestand sie an der Carl-Schurz-Schule das Abitur. Ein an der FU Berlin betriebenes Jura-, Geschichts- und Germanistikstudium führte sie nicht zu Ende. Als gelernte Nachrichtenredakteurin und -sprecherin arbeitet sie seit 1996 für verschiedene Berliner Radiosender. Ab 2004 war sie fest beim Privatsender rs2 angestellt, wo sie unter anderem die Morningshow moderierte.
Als Nachfolge von Annika Lau moderierte Simone Panteleit ab Mai 2008 zusammen mit Jan Hahn, Karen Heinrichs und Matthias Killing das Sat.1-Frühstücksfernsehen. Des Weiteren präsentierte sie bei Sat.1 von September 2008 bis Oktober 2012 vertretungsweise das Boulevardmagazin Push. Seit 2010 veröffentlicht Simone Panteleit im Berliner Rundfunk 91.4 jeden Arbeitstag von Montag bis Freitag ihre Wissensrubrik Warum? Darum! mit Simone Panteleit, in der alltägliche Wissensfragen mit zumeist überraschenden Antworten präsentiert werden. Von 2010 bis 2014 moderierte Simone Panteleit zusätzlich ebenfalls im Berliner Rundfunk 91.4 jeden Sonntag die dreistündige Sendung Warum? Darum! mit Simone Panteleit. 2013 veröffentlichte sie zu diesem Thema das Buch Warum Socken immer verschwinden und wohin. Seit August 2014 moderiert Panteleit beim Berliner Rundfunk die Morgensendung Wir lieben Berlin. Im November 2014 erschien im Goldmann Verlag ihr zweites Buch mit dem Titel Warum? Darum! mit einem Vorwort von Hellmuth Karasek, dessen erste Auflage im Februar 2015 vergriffen war. Von 2014 bis 2016 erschien die Wissensrubrik Warum? Darum! von Simone Panteleit ebenfalls montags bis freitags auf Antenne Mecklenburg-Vorpommern.
Von Mai 2016 bis September 2016 moderierte Simone Panteleit zusätzlich zu ihrer täglichen Morgensendung im Berliner Rundfunk 91.4 die Vorabend-Live-Sendung Fahndung Deutschland auf Sat.1. Hier wurden aus dem Studio in Berlin bundesweit aktuelle Straftaten beleuchtet, bei denen die Polizei die Bevölkerung um Mithilfe bat.
Im Jahr 2012 wurde Simone Panteleit zusammen mit den Kollegen des Sat.1-Frühstücksfernsehens für den Deutschen Fernsehpreis in der Kategorie „Publikumspreis: Bestes Frühstücksfernsehen/Morgenmagazin“ nominiert und belegte den zweiten Platz.
Im Jahr 2016 bekam Simone Panteleit von der Grimme Jury den Deutschen Radiopreis als Beste Radio-Moderatorin Deutschlands. Den „Radio-Oscar“ erhielt sie als Morgenmoderatorin ihrer Show Wir lieben Berlin mit Simone Panteleit beim Berliner Rundfunk 91.4.
Im Jahr 2018 erhielt Simone Panteleit erneut von der Grimme Jury den Deutschen Radiopreis. Diesmal in der Funktion als Redaktionsleiterin und Moderatorin von Deutschlands Bester Morgensendung Wir lieben Berlin  beim Berliner Rundfunk 91.4. Die Grimme Jury begründet: „Simone Panteleit vereint als Gastgeberin journalistische Kompetenz und emotionale Hörernähe. Sie bezieht Stellung, zeigt sich glaubhaft engagiert und verleiht ihrer Sendung so eine ganz persönliche Atmosphäre, die stets passend zum jeweiligen Thema zwischen charmant und knallhart changiert.“
Von September 2018 bis Juli 2019 moderierte Panteleit als Vertretung von Annett Möller die Sat.1 die Vorabendsendung Endlich Feierabend!.
Von März bis Mai 2020 moderierte Panteleit die Sendung Sat.1-Frühstücksfernsehen-Spezial – Gemeinsam durch die Krise, in dem täglich über die aktuellen Entwicklungen in der Corona-Pandemie berichtet worden ist. Für diese Sendung wurde Panteleit mit dem Sonderpreis des Deutschen Fernsehpreises 2020 in der Kategorie „Beste Information – Die Corona-Berichterstattung“ ausgezeichnet.
Von November bis Dezember 2020 moderierte Panteleit zusammen mit Karen Heinrichs die tägliche Sendung Sat.1-Frühstücksfernsehen Hautnah – Die Vormittags-Show.
Seit Januar 2021 moderiert Panteleit zusammen mit Mark Schubert den täglichen Podcast „Ein neuer Tag“.
Seit Oktober 2021 moderiert sie die Sendung Sat.1-Frühstücksfernsehen am Sonntag.

### Persönliches
Panteleit lebt in Berlin und hat zwei leibliche Kinder sowie zwei Kinder, die ihr Ehemann mit in die Beziehung brachte.

## Radio-Moderatorin
- 1997–1999: 94.3 rs2 Volontariat, Schwerpunkt Nachrichten
- 1999–2000: 94.3 rs2 Moderatorin und Redakteurin
- 2000–2004: Radio Paradiso Chefmoderatorin & Morgenmoderatorin
- 2004–2008: 94.3 rs2 Redakteurin und Moderatorin der Morgensendung gemeinsam mit Marcus Kaiser
- 2008–2009: Radio Paradiso Redakteurin und Moderatorin Meine Reiseshow
- seit 2010: Berliner Rundfunk 91.4 Redakteurin und Sprecherin der täglichen Wissensrubrik Warum? Darum! mit Simone Panteleit
- 2014–2016: Antenne MV Redakteurin und Sprecherin der täglichen Wissensrubrik Warum? Darum! mit Simone Panteleit
- seit 2014: Berliner Rundfunk 91.4 Redaktionsleiterin und Moderatorin der Morgensendung

## TV-Moderatorin
- 2008–2016: Sat.1-Frühstücksfernsehen
- 2008–2012: Push - Das Sat.1-Magazin
- 2012: Sat.1 Nachrichten
- 2016: Fahndung Deutschland
- 2018–2019: Endlich Feierabend!
- 2020: Sat.1-Frühstücksfernsehen-Spezial – Gemeinsam durch die Krise
- 2020: Sat.1-Frühstücksfernsehen Hautnah – Die Vormittags-Show
- seit 2021: Sat.1-Frühstücksfernsehen am Sonntag

## Podcast-Moderatorin
- seit 2021: „Ein neuer Tag“, ein täglicher Podcast

## Auszeichnungen
- 2012: zweiter Platz beim Deutschen Fernsehpreis in der Kategorie „Publikumspreis: Bestes Frühstücksfernsehen/Morgenmagazin“
- 2016: Deutscher Radiopreis als beste Radiomoderatorin Deutschlands
- 2018: Deutscher Radiopreis als Redaktionsleiterin und Moderatorin von Deutschlands Bester Morgensendung Unser Team für Berlin  beim Berliner Rundfunk 91.4.
- 2020: Deutscher Fernsehpreis als Moderatorin der Sendung Sat.1-Frühstücksfernsehen Spezial Gemeinsam durch die Krise

## Veröffentlichungen
- 2013: Warum Socken immer verschwinden und wohin? (Goldmann Verlag, Taschenbuch)
- 2014: Warum? Darum! (Goldmann Verlag, Taschenbuch)

## Filmografie
- 2014: Die Staatsaffäre
- 2017: Sharknado 5 „Global Swarming“ (Cameo-Auftritt)